# 레제크네구

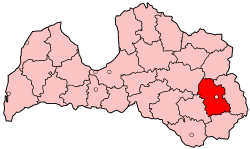
레제크네 구의 위치

레제크네구(라트비아어: Rēzeknes rajons)는 라트비아 남동부에 있던 구로 행정 중심지는 레제크네이며 면적은 2,809km2, 인구는 41,662명(2005년 기준), 인구 밀도는 14.8명/km2이다. 1개 시와 28개 교구를 관할했으며 2009년에 실시된 행정 구역 개편에 따라 폐지되었다. 루자 구와 발비 구, 마도나 구, 프레일리 구, 다우가프필스 구, 크라슬라바 구와 인접해 있었다.